# Piedimulera
Piedimulera é uma comuna italiana da região do Piemonte, província do Verbano Cusio Ossola, com cerca de 1.672 habitantes. Estende-se por uma área de 7 km², tendo uma densidade populacional de 239 hab/km². Faz fronteira com Calasca-Castiglione, Pallanzeno, Pieve Vergonte, Vogogna.

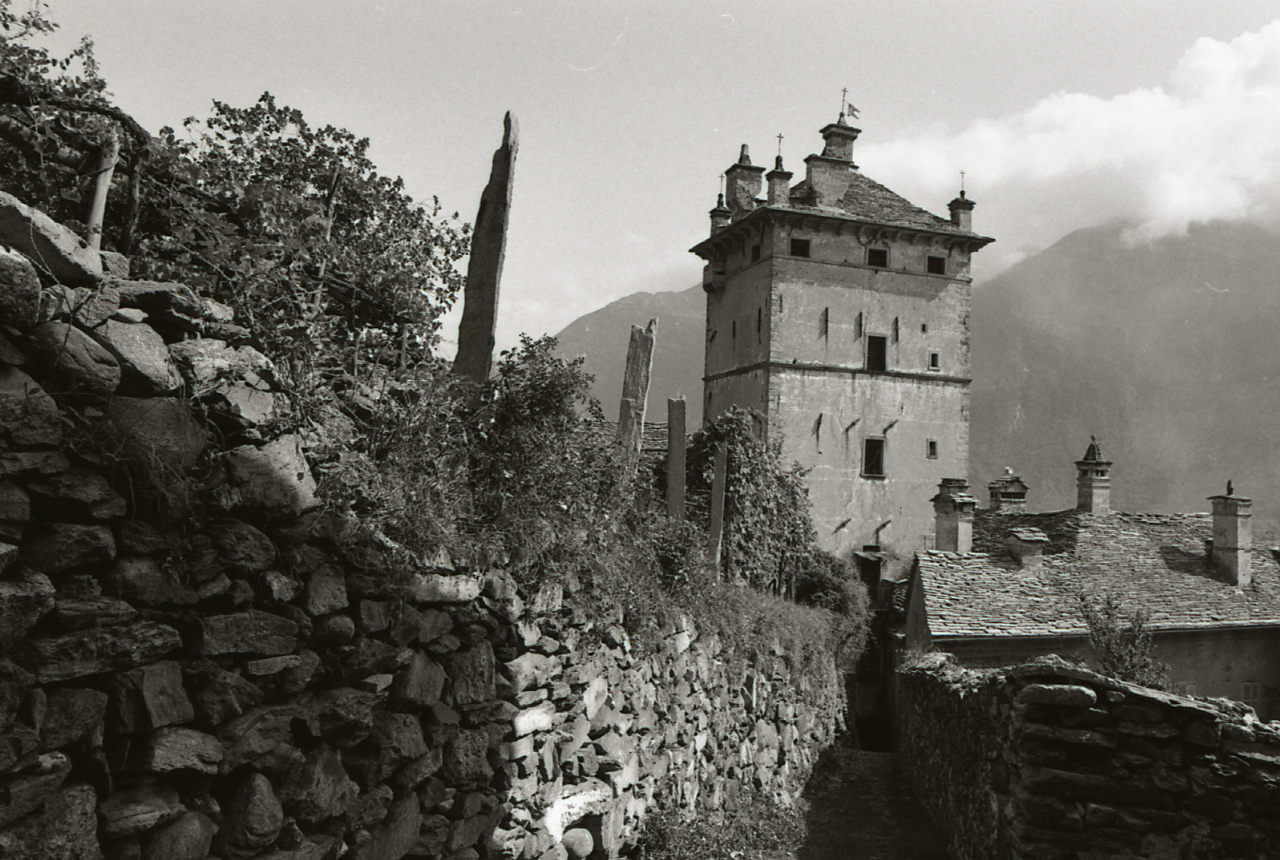
Piedimulera, 1982

## Demografia
| Variação demográfica do município entre 1861 e 2011                               |
|                                                                                   |
| Fonte: Istituto Nazionale di Statistica (ISTAT) - Elaboração gráfica da Wikipedia |